# Metzeler

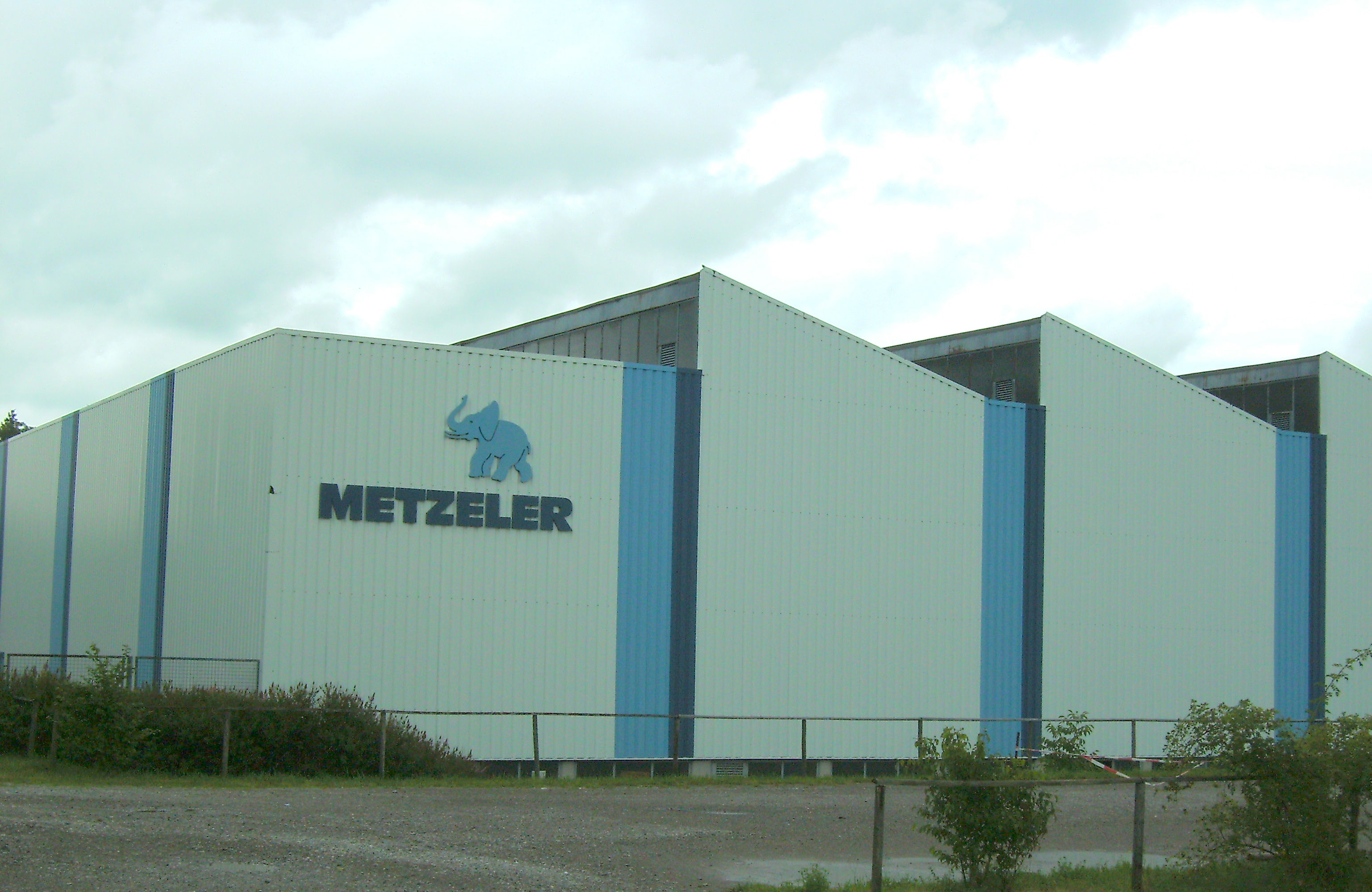
Metzeler

De Metzeler AG is een Duitse bandenfabrikant gevestigd in München. Het merk Metzeler is bekend van motorbanden en matrassen.

## Geschiedenis

### 1863-1900: de begindagen

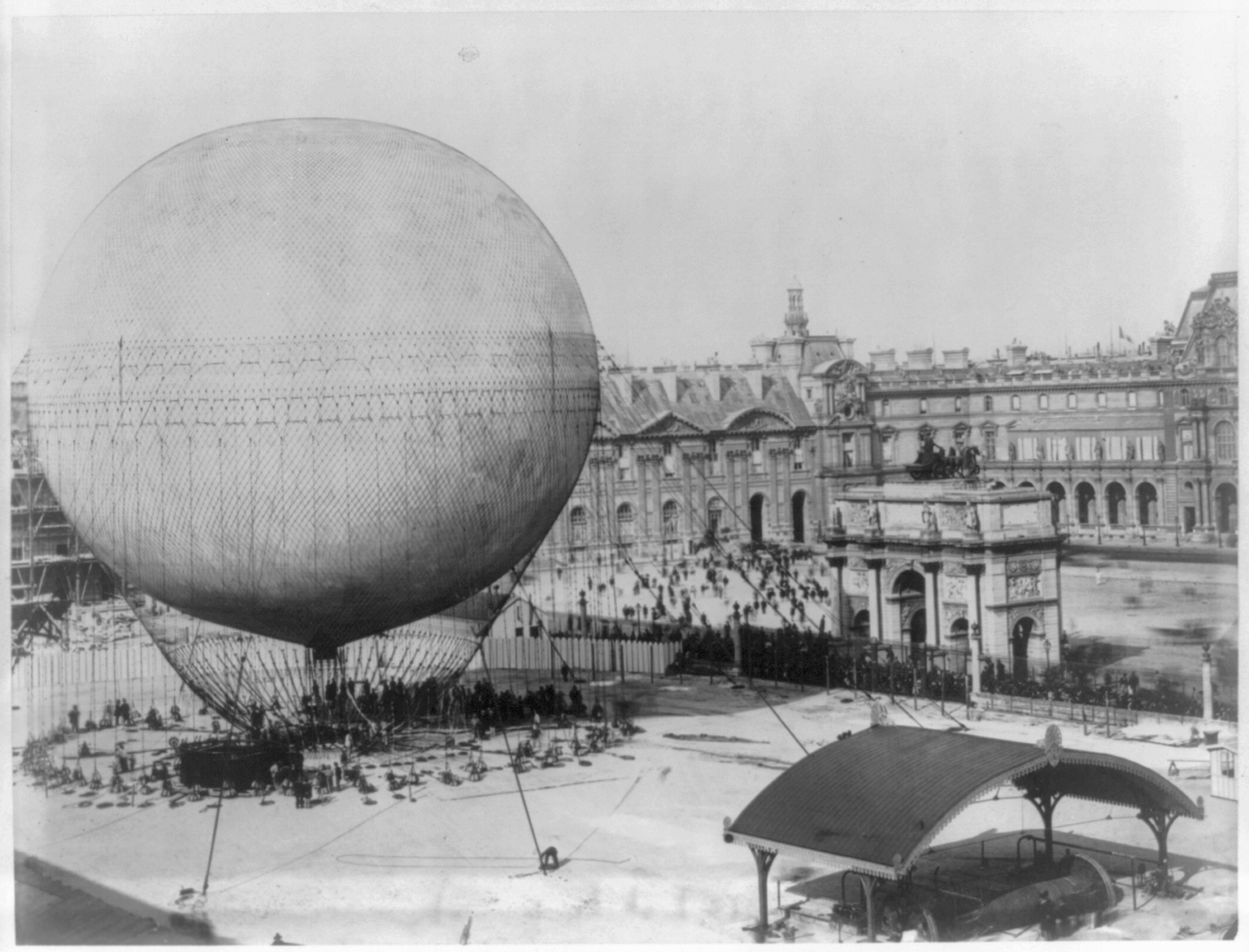
Luchtballon van Metzeler op de Wereldtentoonstelling Parijs 1878

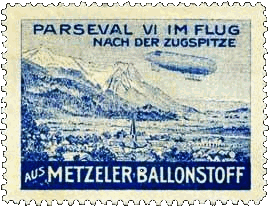
Herdenkingspostzegel van Luchtschip "Parseval VI" (1910)

In 1863 richtte de zakenman Robert Friedrich Metzeler in München een handelsbedrijf op voor rubber producten. In het assortiment waren technische en chirurgische artikelen, speelgoed, waterdichte kleding, lucht- en waterproof gebruiksvoorwerpen opgenomen. In 1871 besloot Metzeler naast de handel ook zijn eigen productie te starten van rubberen goederen en vestigde zijn eerste fabriek in de Schwanthalerstrasse in München. In 1874 werd hij de "Koninklijke Beierse Hoffabrikant voor rubber en guttapercha. In 1881 werd het bedrijf een v.o.f., de Metzeler oHG. In 1887 was er te weinig capaciteit meer in de huidige fabriek, en werd er een nieuwe fabriek in de Westendstrasse gebouwd, heden ten dage het Gewerbehof Westend. Nieuwe methoden van verwerking van rubber werden ontwikkeld.
Met de komst van de luchtvaart ontstond voor Metzeler een nieuwe ontwikkeling. Terwijl de eerste ballonnen nog gemaakt werden uit stukken van canvas, binnen en buiten met duurzaam papier of zijde, had Metzeler een lucht-ondoordringbare stof ontwikkeld, bestaande uit linnen, mousseline, en gevulkaniseerd rubber. Op de Wereldtentoonstelling van 1878 in Parijs was Metzeler aanwezig met de tot op heden grootste luchtballon ter wereld van 36 meter doorsnee. De toeschouwers konden genieten van het uitzicht van Parijs op 500 meter hoogte.
Zo is het succesverhaal van Metzeler in de lucht begonnen, maar beslissend is de invloed geweest van de ontwikkeling van de auto, hetgeen ondenkbaar zou zijn geweest zonder de moderne banden. Daarom is Metzeler actief betrokken geweest in de ontwikkeling van fiets-, motor- en autobanden. In 1892 gaf het Zwitserse Eidgenössische Amt für geistiges Eigentum, het octrooi CH4828 af.

### 1901-1975: naamloze vennootschap
Op 7 mei 1901 veranderde Robert Friedrich Metzeler zijn bedrijf met terugwerkende kracht vanaf 1 januari 1901 in een nv en werd lid van de Raad van Commissarissen. Het bedrijf heette tot en met 10 maart 1933 Metzeler AG & Co. In 1933 veranderde het bedrijf zijn naam in Metzeler Gummiwerke AG en vanaf 1965 werd het Metzeler AG. In 1933 werden de eerste operationeel geschikte banden van Buna synthetisch rubber geproduceerd, een succes dat wordt gezien in samenhang met de toen gewenste behoefte van onafhankelijkheid. In 1945 werd twee derde van het bedrijf door de oorlog verwoest. Tijdens de restauratie kwamen er, ter aanvulling op de bandensector, nieuwe artikelen bij zoals technisch rubberen artikelen en producten voor de snelgroeiende toeristische markt. De reeks van rubber- en kunststofproducten werd voortdurend uitgebreid, zoals pvc-vloerbedekkingen, rubber slangen, matrassen, velgstrips, werkplaatsmaterialen, polyester artikelen, hakken voor de schoenenindustrie, duikersartikelen, het bouwen van boten voor sport en ontspanning, platen en folies van verschillende kunststoffen, lijm en plak enzovoort. Samen met het assortiment banden voor motorfietsen, auto's en vrachtwagens ontwikkelde Metzeler zich in de naoorlogse jaren tot een wereldwijd actieve onderneming.  
In 1972 kwam het tot een kapitaalverhoging van 75 tot 100 miljoen Duitse mark, de extra 25 miljoen DM waren afkomstig van het chemisch bedrijf Bayer AG. Bayer had nu een belang van 35% in Metzeler AG.

### 1974-1987: liquidatie van Metzeler AG, de verdeling

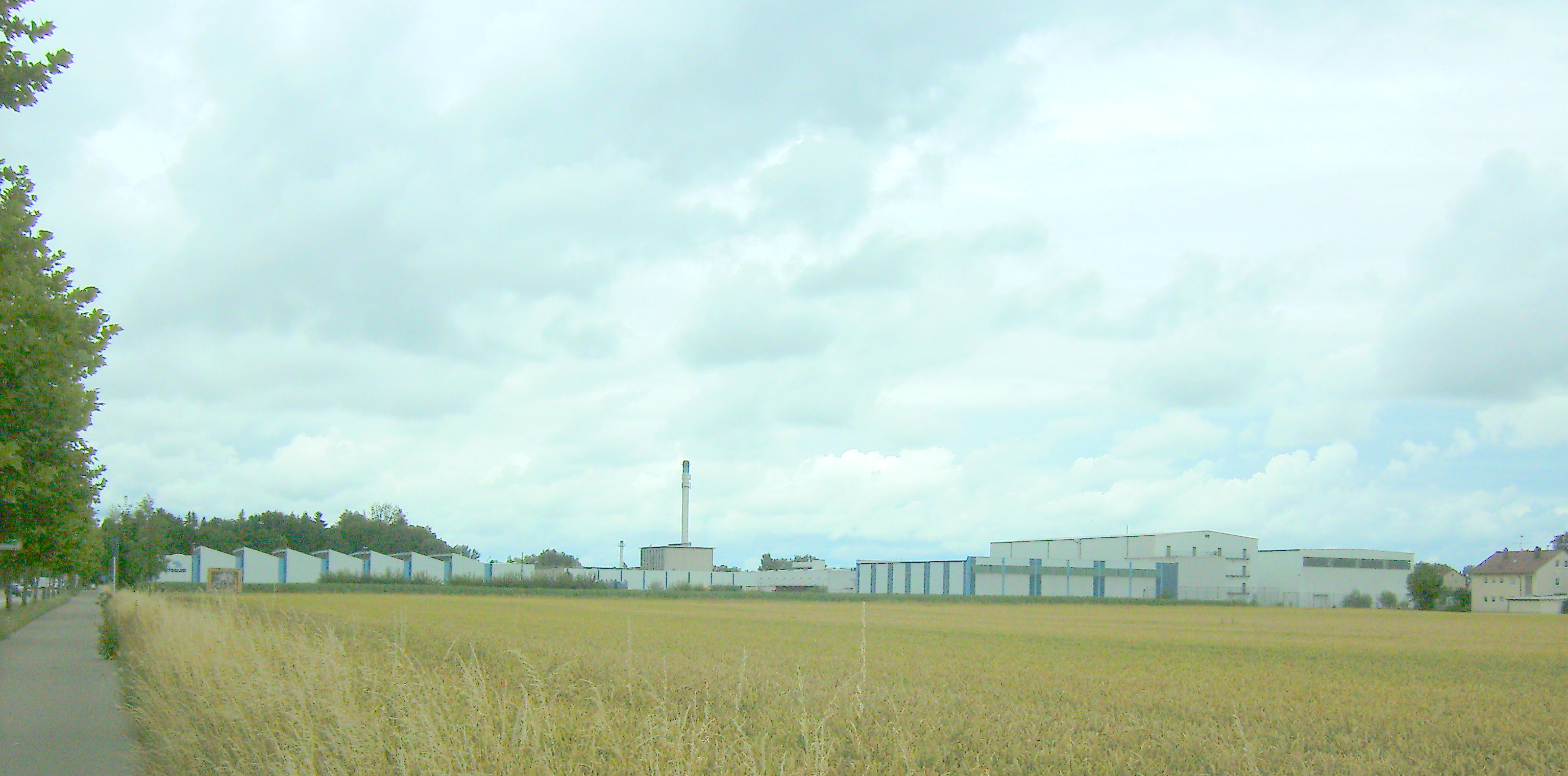
De Metzeler Schaum GmbH in Memmingen

In 1974 nam Bayer AG verrassend drie bedrijven over van de Metzeler Groep: Metzeler Kautschuk AG in München, Metzeler Schaum GmbH in Memmingen en Metzeler Isobau GmbH in Bad Wildungen en Mannheim. Dit leidde tot een groot geschil tussen de bestaande aandeelhouders, Bayer AG en het Federaal Kartelbureau, wat resulteerde in 1975 de Metzeler AG te ontbinden. In 1978, om economische redenen, kwam er een herstructurering van Metzeler Automotive Profile Systems te Lindau. De bandenproductie werd geconcentreerd op de motorbanden en de productie van München naar Breuberg verplaatst in het Odenwald. In 1979 werd de productie in München uiteindelijk gestaakt, waarna de stad München het terrein overnam. In 1986 werd Metzeler Kautschuk GmbH door de Pirelli Groep overgenomen. De bandenactiviteiten werden samengevat in 1987 in de Metzeler Reifen GmbH gevestigd te München.

### Metzeler Olifant
Een olifant verscheen voor het eerst in de geschiedenis van Metzeler in 1906 op de Internationale Automobiel Tentoonstelling te Berlijn: Metzeler demonstreerde daar de kwaliteit van zijn producten met de hulp van een olifant die tevergeefs probeerde om een band te vertrappen. Op 21 augustus 1951 werd een overeenkomstig designmerk geregistreerd in het Merkenregister van het Duitse Handelsmerkenbureau. Blijkbaar wordt de olifant in verband gebracht met de robuustheid en de kwaliteit van Metzeler-producten (vooral banden). In de volgende jaren werden talrijke kleine blauwe rubberen olifanten als relatiegeschenk uitgedeeld aan klanten, in eerste instantie waren het holle, later massief rubberen figuren. Vandaag de dag is de Metzeler-olifant een zeldzaam collector's item.

## Metzeler vandaag
De nieuw opgerichte bedrijven van het voormalige Metzeler AG ontwikkelden zich door de jaren heen met succes. Metzeler is een van de toonaangevende merken in de wereld van de banden voor motoren, met een marktaandeel van meer dan 30% in Duitsland. Lezers van het Duitse tijdschrift Motorrad kozen Metzeler in 2006 en 2008 als "Beste Merk" in het bandensegment. De Metzeler Schaum GmbH behoort met 500 werknemers toe aan de Britse Vita Group in Manchester en is de grootste schuimfabrikant van Europa. Ook is de Vita Group eigenaar van het in 1989 opgerichte Metzeler Plastics GmbH.
De Metzeler Automotive Profile Systems GmbH is inmiddels uitgegroeid tot marktleider in carrosserie-afdichtingen. Na een aantal vorige eigenaren, is sinds maart 2000, het private-equityfonds CVC hoofdaandeelhouder. In 2007 verwisselde ze weer van eigenaar. Een concurrent, Cooper Standard Automotive, gevestigd in de Verenigde Staten nam de Metzeler Automotive Profile Systems GmbH over.
Op het westelijke deel van het voormalige fabrieksterrein in München bouwde de woningcoöperatie München West eG ongeveer 100 appartementen. Op het oostelijke deel werd in 1982 volgens een besluit van de gemeenteraad een industrieel complex gebouwd, Gewerbehof Westend.